# Доводы рассудка
«До́воды рассу́дка» (англ. Persuasion) —  роман Джейн Остин, написанный в 1816 году и опубликованный посмертно под одной обложкой с «Нортенгерским аббатством».

## Сюжет
История жизни Энн, дочери известного баронета сэра Уолтера, который оказался в затруднительном финансовом положении. Для погашения долгов ему приходится сдать в наём свое поместье Киллинч-холл и переехать в курортный город Бат.
Тем временем Энн отправляется в поместье Апперкосс, чтобы ухаживать за больной сестрой Мэри, с намерением в ближайшее время присоединиться к ним в Бате. Семья съёмщиков Киллинч-холла состоит в кровном родстве с капитаном Уэнтвортом, с которым Энн была годы назад помолвлена, но разорвала помолвку из-за "доводов рассудка" (отсутствия денег и неродовитости жениха).
Восемь лет спустя Энн снова сталкивается с капитаном, который, видимо, собирается жениться на одной из золовок её сестры Мэри - Луизе или Генриетте. Во время коллективной поездки в Лайм, к морю, капитан видит, что своеволие Луизы приводит к тому, что та получает опасную травму головы и понимает, что доводы рассудка порой полезны. Тем временем появляется забытый кузен Энн, мистер Эллиот, и начинает за ней ухаживать.
После череды взаимонепониманий Энн и капитан воссоединяются.

## Основные персонажи
- Сэр Уолтер Эллиот (англ. Sir Walter Elliot) — льстивый, самодовольный вдовец, баронет, отец Элизабет, Энн и Мэри. «Тщеславие составляло главную черту в натуре сэра Уолтера». Оценивает людей по их внешности. Более всего близок с Элизабет. Со времени кончины своей супруги сэр Уолтер промотал внушительную часть состояния семьи. Столь расточительные траты заставили сэра Уолтера сдать Киллинч-холл некоему адмиралу Крофту и переехать со старшей дочерью в Бат.
- Элизабет Эллиот (англ. Elizabeth Elliot) — старшая и самая красивая дочь сэра Уолтера. После смерти матери стала хозяйкой в доме, отец более всех любил её и прислушивался к её мнению, поскольку «она хороша собой и вся в него». Поощряет неразумные траты отца и так же как он не считается с потребностями Энн. Не замужем.
- Энн Эллиот (англ. Anne Elliot) — главная героиня романа. Крестница и подруга леди Расселл. Вторая дочь сэра Уолтера, ей двадцать семь лет и она тоже одинока. «Энн, прелестью ума и тонким складом души легко бы завоевала самое глубокое уважение судей понимающих, но в глазах отца и сестрицы была совершенное ничто». Девушка умна и тактична. В юности была взаимно влюблена во Фредерика Уэнтуорта, однако, из-за опасений бедного брака по настоянию леди Расселл Энн порвала отношения. Теперь, восемь лет спустя, Энн снова встречает Фредерика.
- Мэри Масгроув (англ. Mary Musgrove) — младшая из дочерей, замужем за Чарльзом Масгроувом, имеет двоих сыновей. Не отличается ни умом, ни красотой. Постоянно пытается привлечь внимание к своей персоне, к примеру, несуществующими болезнями и мигренями.
- Чарльз Масгроув (англ. Charles Musgrove) — муж Мэри и наследник семьи Масгроув. «Мил и недурен собой», сватался к Энн, но, получив отказ, женился на Мэри, чему были огорчены мистер и миссис Масгроув. Энн отказала Чарльзу из-за чувств к Фредерику.
- Генриетта Масгроув (англ. Henrietta Musgrove) — младшая сестра Чарльза (ей около 20 лет), хороша собой. Вышла замуж за своего кузена Чарльза Хейтера, хотя, как и её сестра, восхищалась капитаном Уэнтуортом.
- Луиза Масгроув (англ. Louisa Musgrove) — вторая сестра Чарльза (ей около 19 лет), «отличалась живостью», способна на безрассудство, вышла замуж за капитана Бенвика, друга Фредерика. Её сумасбродством восхищается капитан Уэнтуорт, который считает, что Энн не хватает этого качества.
- Леди Расселл (англ. Lady Russell) — друг семьи Эллиот, крёстная мать Энн. «Умная и достойная женщина», больше всех любит и ценит Энн. Способствует решению сэра Уолтера покинуть Киллинч-холл во избежание финансовых затруднений. Несколько лет назад убедила Энн отклонить брачное предложение Фредерика Уэнтуорта.
- Миссис Пенелопа Клэй (англ. Mrs. Penelope Clay) — обедневшая вдова, дочь адвоката сэра Уолтера. В дружбе с Элизабет Эллиот. Стремится выйти замуж за сэра Уолтера, дабы поправить своё положение.
- Капитан Фредерик Уэнтворт (англ. Captain Frederick Wentworth) — брат Софии Крофт, моряк, во времена Наполеоновских войн продвинулся по службе до капитана, приобрёл деньги и связи. «Прекрасный собою, с высокой душою и умом». В юности был помолвлен с Энн Эллиот.
- Адмирал Крофт (англ. Admiral Croft) — моряк, открытый и добродушный арендатор Киллинч-холла; зять капитана Уэнтуорта (муж его сестры).
- София Крофт (англ. Sophia Croft) — сестра капитана Уэнтуорта и супруга адмирала Крофта. Благосклонна к Энн.
- Капитан Гарри Харвилл (англ. Captain Harry Harville) — друг Фредерика, «казался человеком безупречным, открытым, добрым и учтивым». Тяжело ранен два года назад и поэтому находится в отставке. Живёт с семьёй в Лайме.
- Капитан Джеймс Бенвик (англ. Captain James Benwick) — друг Харвилла. Питал нежные чувства к сестре Харвилла, Фанни. По возвращении из плавания пара собиралась сыграть свадьбу, однако девушка скончалась, так и не дождавшись Бенвика. Эта потеря сделала Джеймса подавленным, и он стал тяготеть к поэзии. Увлечение литературой связывает его с Энн, в самом романе подразумевается, что у капитана мог быть интерес к Энн. Но в итоге Бенвик делает предложение Луизе Масгроув.
- Уильям Уолтер Эллиот (англ. William Walter Elliot) — родственник семейства Эллиот и наследник сэра Уолтера, с которым тот длительное время не поддерживал отношения. Сэр Уолтер и Элизабет надеялись, что Уильям женится на Элизабет Эллиот, ведь он вдовец. Желая унаследовать состояние сэра Уолтера, он следит за миссис Клэй, чтобы помешать ей завоевать привязанность баронета и стать его женой. Если сэр Уолтер женится, то всё имущество перейдёт его будущим наследникам, а не Уильяму. Молодой человек случайно встречает Энн, и в его голове зреет хитроумный план, согласно которому бракосочетание с мисс Эллиот поможет добиться желаемого результата.
- Миссис Гарриет Смит (англ. Mrs. Harriet Smith) — вдова, старая знакомая Энн Эллиот, которая живёт в Бате. У неё слабое здоровье и финансовые трудности. Благодаря своей сиделке Рук она всегда в курсе последних сплетен.
- Леди Далримпл (англ. Lady Dalrymple) — виконтесса, кузина сэра Уолтера. Занимает высокое положение в обществе. Сэр Уолтер и Элизабет стремятся подчеркнуть своё родство с ней.
- Достопочтенная мисс Картерет (англ. The Hon. Miss Carteret) — дочь леди Далримпл.

## Экранизации

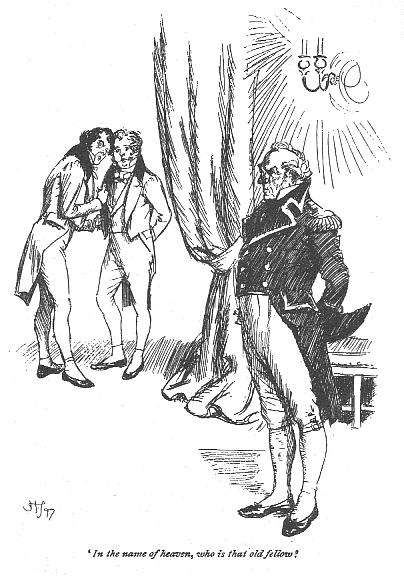
«Господи Боже, да кто этот старикашка?», гл.3, 1897, илл. Хью Томсона

- Доводы рассудка (телесериал, 1960) — не сохранился
- Доводы рассудка (телесериал, 1971). 5 серий
- Испанский телесериал «Persuasión» (1972). 10 серий
- Доводы рассудка (фильм, 1995). В гл. роли Киаран Хайндс
- Доводы рассудка (фильм, 2007)
- Доводы рассудка (фильм, 2022). Netflix, в гл. роли Дакота Джонсон

## Галерея
Иллюстрации Ч. Э. Брока
- лондонское издание 1898

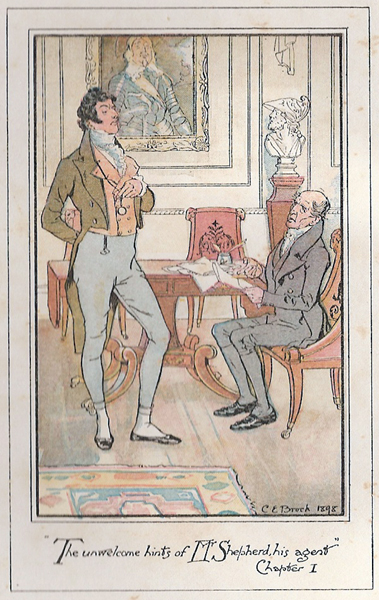
«Пренеприятнейшие намёки мистера Шеперда, его поверенного» (гл.1)
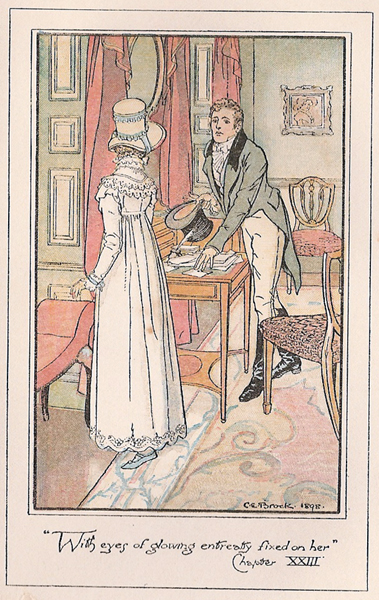
«Устремив на неё заклинающий взор» (гл.23)

- издательство «J. M. Dent&Co» (Лондон), «E. P. Dutton&Co» (Нью-Йорк), 1909

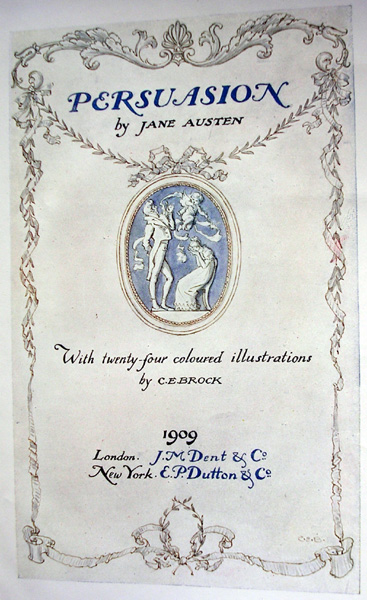
Титульный лист
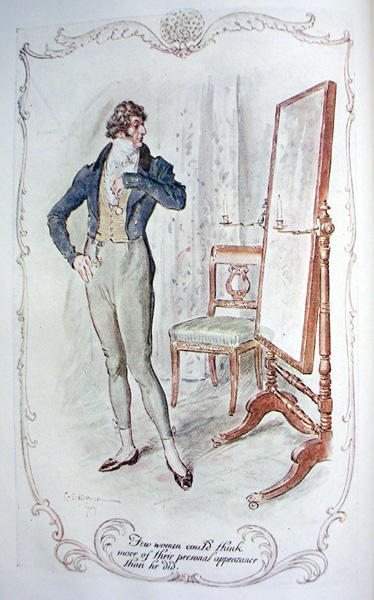
«Редко какая красавица так печётся о своей свежести, как заботился о ней сэр Уолтер» (гл.1)
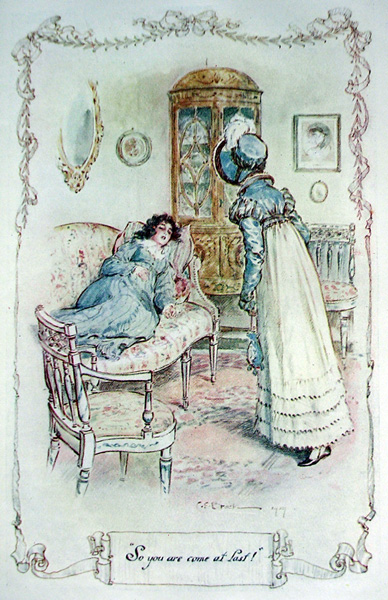
«Ну наконец то ты явилась!» (гл.5)
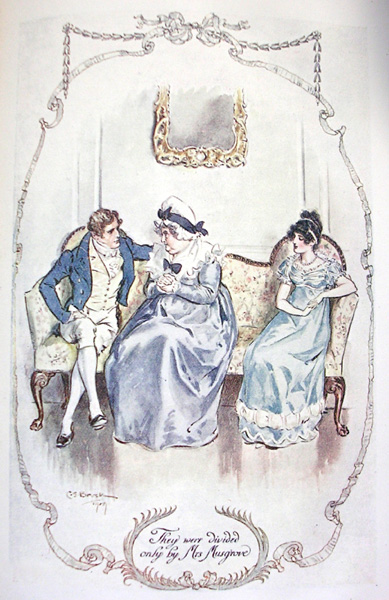
«Лишь миссис Масгроу их разделяла» (гл.8)
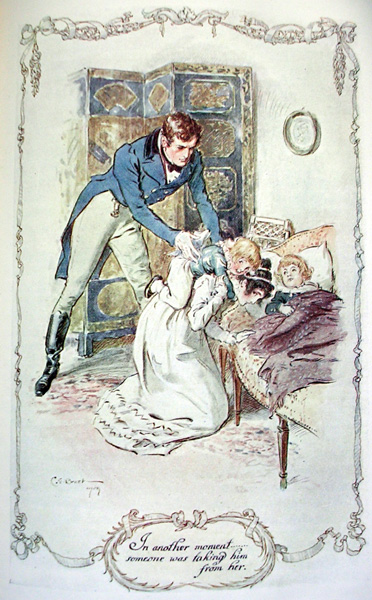
«Но тут же он с прежним рвением наскочил на неё сзади» (гл.9)
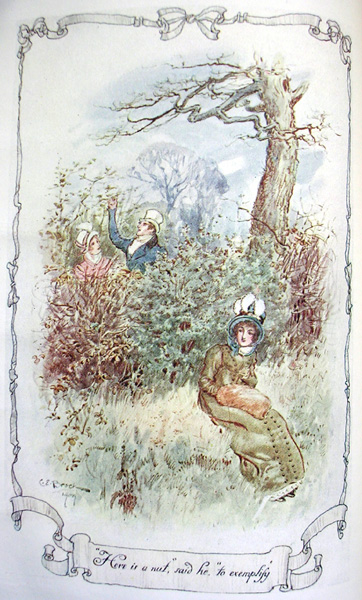
«Вот вам орех, — сказал он, — для наглядного примера…» (гл.10)
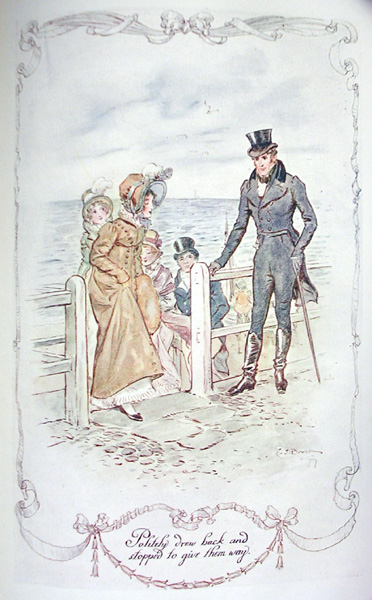
«Учтиво посторонился, уступая им дорогу» (гл.12)
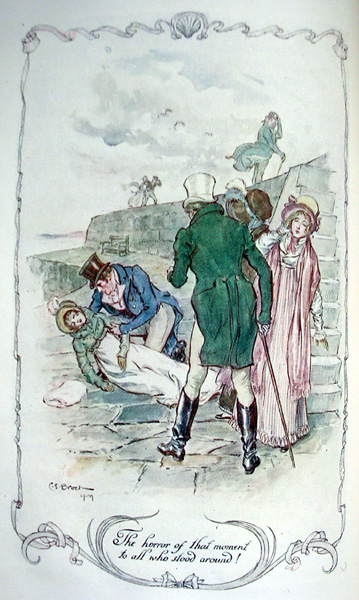
«Смятение, охватившее всех, кто стоял вокруг» (гл.12)
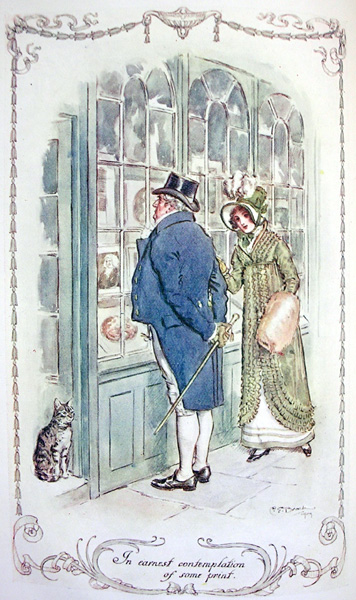
«Вперив задумчивый взор в одну из выставленных гравюр» (гл.18)
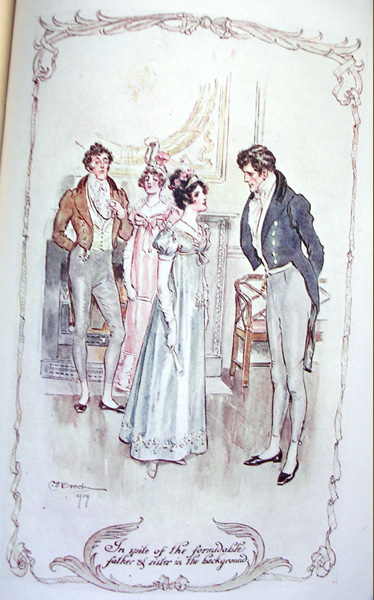
«Невзирая на грозных папеньку и сестрицу у неё за спиной» (гл.20)
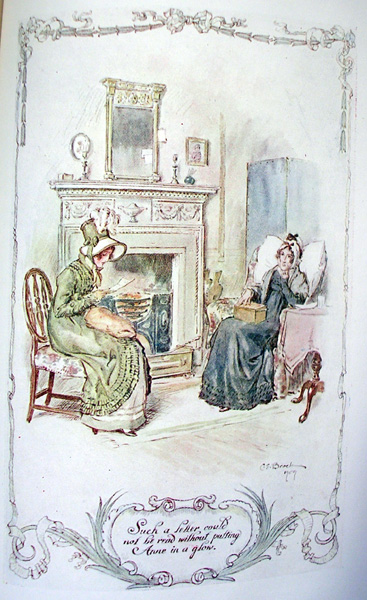
«Читая письмо, она преступала законы чести» (гл.21)
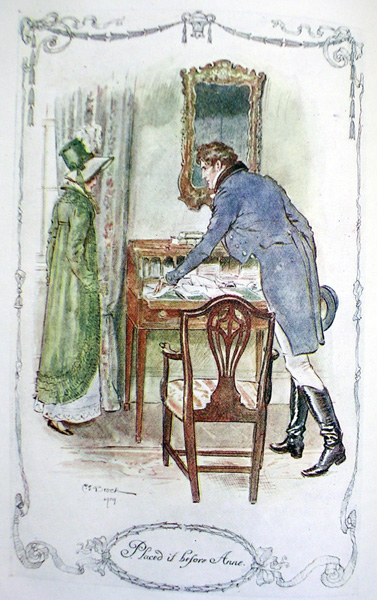
«Положил письмо перед Энн» (гл.23)